# Dorian Le Clech
Pour les articles homonymes, voir Le Clech.
Dorian Le Clech est un acteur français né le 2 septembre 2004, Il est surtout connu pour avoir joué le rôle de Joseph Joffo dans le film Un sac de billes en 2017 et Mon inconnue en 2019.

## Biographie
Dorian Le Clech vit actuellement à Locunolé, en Bretagne. Il est le fils de Thierry, maître d'œuvre, et de Gladys, psychologue. Il a deux sœurs aînées, Lea et Louane, et un frère cadet, Damien. Il a commencé à jouer en 2013 après avoir participé à un casting à Mellac pour le court métrage La Pastorale d'Oriane Polack. Il a fait ses débuts au cinéma en 2014 en jouant un rôle mineur dans le film de Bruno Ballouard, Lili Rose.
En 2015, incité par ses parents, il a participé au casting du film Un sac de billes et a été choisi par le réalisateur Christian Duguay parmi des milliers d'autres enfants pour jouer le rôle de Joseph Joffo.
En 2018, il joue dans le film Mon inconnue de Hugo Gélin.

## Filmographie

### Cinéma
- 2013 : Pastorale (court-métrage) : Tivar
- 2014 : Lili Rose de Bruno Ballouard : enfant à la plage
- 2017 : Un sac de billes de Christian Duguay : Joseph Joffo
- 2019 : Mon inconnue d'Hugo Gélin : élève
- 2021 : Feeling de Romain Argento et Jérémy Chieusse : Ludovic

### Télévision
- 2021 : Crimes parfaits : Thomas Houlin (épisode Contre vents et marées)